# Wasilij Okuniew
Wasilij Wasiljewicz Okuniew (ros. Василий Васильевич Окунев, ur. 3 kwietnia 1920 we wsi Ledinino w guberni czerpowieckiej, zm. 25 marca 1995 w Moskwie) – radziecki generał pułkownik.

## Życiorys
Od 1936 służył w Armii Czerwonej, w 1941 został członkiem WKP(b), brał udział w II wojnie światowej, od 1945 zajmował stanowiska dowódcze i sztabowe w wojskach obrony powietrznej. W 1950 ukończył Akademię Artyleryjską im. Dzierżyńskiego, a 1961 Wojskową Akademię Sztabu Generalnego, 1966-1970 dowodził wojskami Moskiewskiego Okręgu Wojsk Obrony Powietrznej, 1966 otrzymał stopień generała pułkownika. Od 8 kwietnia 1966 do 20 marca 1971 członek Centralnej Komisji Rewizyjnej KPZR, od 9 kwietnia 1971 do 24 lutego 1976 zastępca członka KC KPZR, od 1970 pracownik aparatu Ministerstwa Obrony ZSRR. Deputowany do Rady Najwyższej ZSRR 8 i 9 kadencji.